# Pegulius parvulus
 (octobre 2021).
Genre
Espèce
Pegulius parvulus, unique représentant du genre Pegulius, est une espèce d'opilions laniatores à l'appartenance familiale incertaine.

## Distribution
Cette espèce est endémique de l'État Môn en Birmanie. Elle se rencontre vers Moulmein.

## Description
Le mâle holotype mesure 2 mm.

## Publication originale
- Roewer, 1949 : « Über Phalangodiden I. (Subfam. Phalangodinae, Tricommatinae, Samoinae.) Weitere Weberknechte XIII. » Senckenbergiana, vol. 30, p. 11–61.